# 바알베크헤르멜주

바알베크헤르멜주(아랍어: محافظة بعلبك - الهرمل)는 레바논의 주로 주도는 바알베크이다. 면적은 3,009km2이며 북서쪽으로는 아카르주, 서쪽으로는 북부주, 남서쪽으로는 레바논산주, 남쪽으로는 베카주, 북동쪽과 남동쪽으로는 시리아 홈스주, 리프디마슈크주와 접한다.
2014년에 베카주에서 분리되어 신설되었으며 레바논의 가장 중요한 산업 지역인 베카 계곡을 점유한다. 유엔 난민 기구는 2015년 시리아 내전 난민 137,788명과 팔레스타인 난민 8,117명을 포함해 인구를 416,427명으로 추산하고 있다. 이들 난민을 포함하지 않는 레바논 국적 인구는 시아파가 다수고 기독교와 수니파가 비교적 소수이다. 난민은 대부분 수니파 출신이다.